# Balmea stormae
Balmea es un género monotípico de plantas con flores de la familia Rubiaceae. Su única especie, Balmea stormae, es originaria de México, Guatemala y El Salvador. La planta llama la atención por sus flores de color escarlata, y toda la planta se vende en los mercados de México como un árbol de Navidad. Debido a que las poblaciones se agotan tan pronto como son descubiertas, esta especie se encuentra en peligro de extinción.

## Descripción
Es un arbusto que alcanza un tamaño de 4 a 7 m de altura. La corteza es lisa, de color púrpura verdosa que se desprende en delgados pedazos irregulares. La madera es dura, de color blanquecino. Las hojas anchamente ovadas y acuminadas se agrupan en el extremo de las ramas. Las flores son hermafroditas de color rojo escarlata, teñido de púrpura. Cuando está completamente abierta es de color púrpura oscuro y, por la noche, desprende un aroma dulce. Los frutos maduran a partir de diciembre a enero, y son cápsulas de cerca de 25 mm de largo que se abren en dos. Las numerosas semillas aladas son de unos 4 mm.

## Taxonomía
Balmea stormae fue descrita por Maximino Martínez Martínez y publicado en Anales del instituto de Biología de la Universidad Nacional de México 13: 37–41, f. 1–4, en el año 1942.
El género está estrechamente relacionado con Cosmibuena y Blepharidium.